# Marché gare de Lyon
Le marché international de Lyon ou Marché de Gros Lyon-Corbas est un marché de gros privé situé dans la commune de Corbas (Grand Lyon). Il constitue le marché central de l'aire métropolitaine de Lyon, destiné à alimenter les professionnels de toute la région. Historiquement basé dans le quartier de Perrache et appelé « Marché Gare », il  est depuis le 5 janvier 2009 le « premier Marché de Gros privé européen ». C'est aussi le premier marché de gros français privé en produits agricoles. Spécialisé en fruits et légumes, le Marché de Gros Lyon-Corbas est une plate-forme logistique par laquelle transitent plus de 300 000 tonnes de marchandises par an.

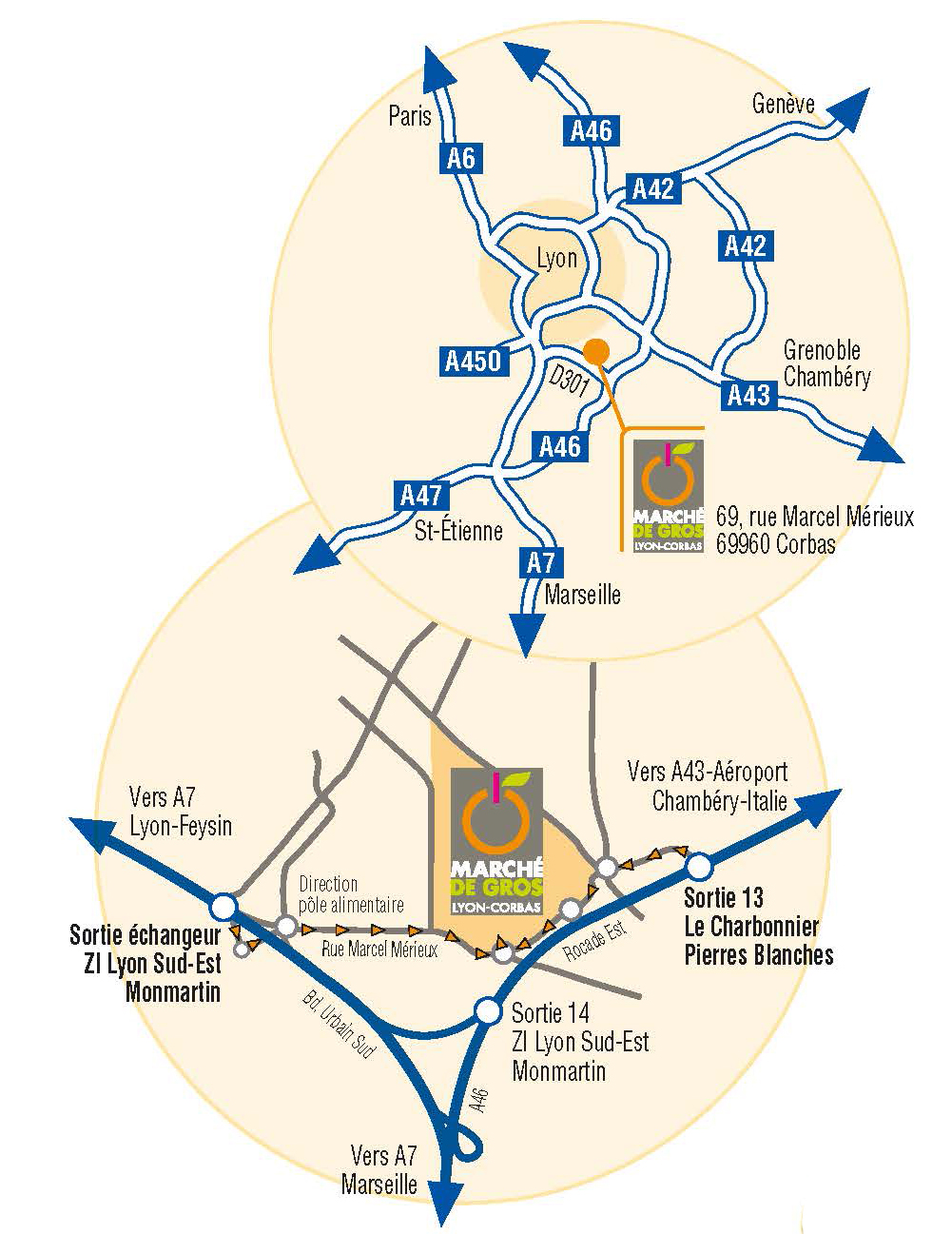

## Historique
En 1961, le marché déménage des quais de Saône vers l’extrémité de la Presqu’île et cinq ans après, il est classé Marché d'intérêt national (MIN). Public, le MIN est alors géré par une société d’économie mixte, la SOGELY, dont le capital est détenu à 51 % par le Grand Lyon.
À la suite d'une double volonté de la part des pouvoirs publics et des professionnels de se positionner sur un marché de gros privé, le MIN de Lyon est déclassé le 7 décembre 2006 et emménage dans ses nouveaux locaux en janvier 2009.

## Le nouveau Marché de Gros Lyon-Corbas
À proximité de Lyon et au cœur d’un nœud autoroutier, le nouveau marché de gros est situé dans la zone agroalimentaire de Corbas sur un site de 12 hectares. Les bâtiments sont répartis de manière suivante :
- Un carreau des producteurs de 2 600 m2 occupés par une soixantaine de producteurs
- Deux bâtiments longs de 300 et 350 m avec une aire de vente climatisée et des frigos en froid dirigé dédiés à 21 grossistes
- Un centre de tri accessible à tous les usagers et opérateurs du site. Le carton et le bois sont récupérés gratuitement. Aujourd’hui, le Marché de Gros Lyon-Corbas génère une moyenne de 2 500 tonnes de déchets par an dont plus de 59 % est recyclé.
- Un centre administratif pour accueillir et renseigner les usagers du site

Sur le plan juridique, le Marché de Gros Lyon-Corbas fonctionne comme une copropriété dans la mesure où 85 % des opérateurs sont propriétaires de leurs locaux. Les opérateurs du Marché se sont regroupés au sein d’une Association Syndicale Libre dont le rôle est d’assurer la gestion des parties communes du site.

## Une démarche de qualité
Aujourd’hui, 17 entreprises adhérent à Fel’Engagement, procédure d’agréage qualitatif validée par une convention avec la Direccte et réservée aux adhérents de l’UNCGFL. Cette démarche garantit une traçabilité des produits à réception de la marchandise et se base sur des critères de qualité, de maturité, de température et de calibre.
Quatre entreprises adhérent également à Fel’Partenariat, démarche qui atteste de l’hygiène et de la sécurité alimentaire des aliments grâce à des analyses de résidus effectués par des laboratoires extérieurs.

## La zone de chalandise
Les clients du Marché de Gros Lyon-Corbas sont issus de 55 départements différents.
La majorité provient de la région Rhône-Alpes et de ses alentours, mais certains des clients, également transporteurs viennent de plus loin comme de Belgique ou du Portugal.

## Lexique du métier
- Faire les arrivages : faire entrer la marchandise et la lister
- Faire l’agréage : vérifier la qualité du produit
- Faire les montres : mettre en place la présentation des colis
- La bascule : la balance
- Le basculeur : historiquement, personne chargée de peser et de ranger les commandes, également appelé resserreur
- Pisteur : historiquement, personne qui louait ses bras à la journée
- Il vaut mieux se couper un doigt que perdre un bras (expression courante du métier)
- Gerber : monter des colis sur une palette
- Faire carreau net : vendre toute sa marchandise
- La resserre : le stock ou inventaire de la marchandise
- La souche : listing de tout ce qui a été vendu

## Galerie

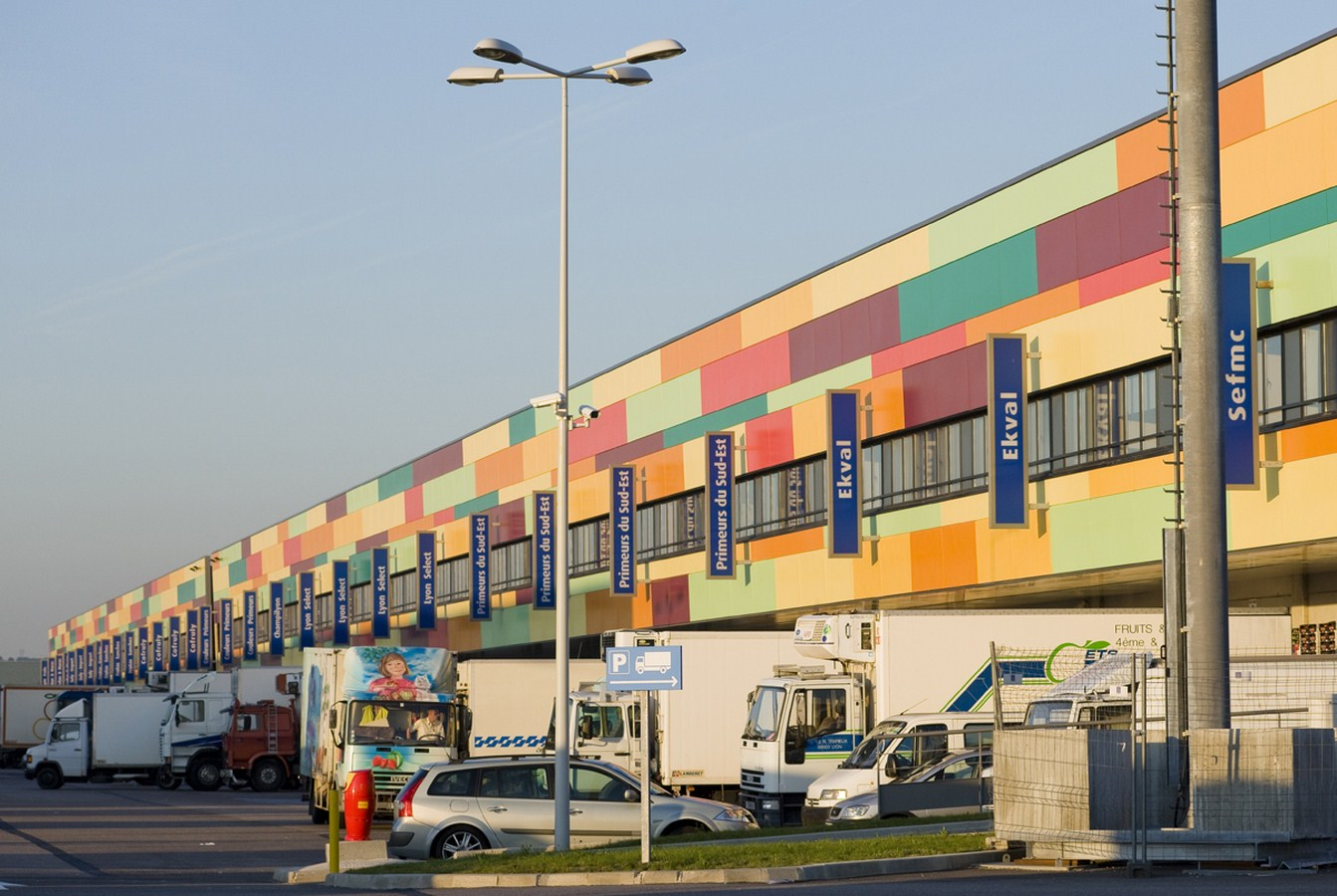
Marché de Gros Lyon-Corbas-Vue extérieure
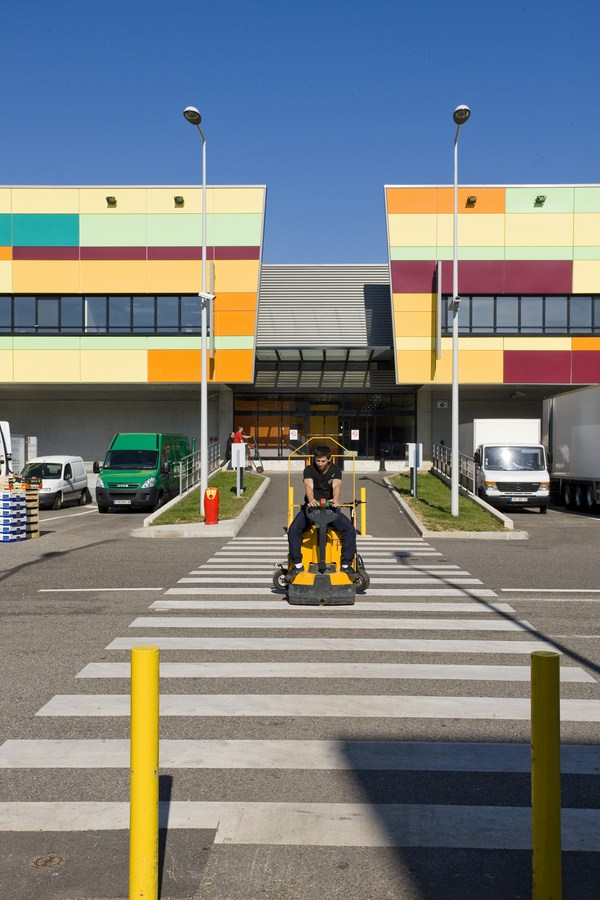
Marché de Gros Lyon-Corbas-Vue extérieure
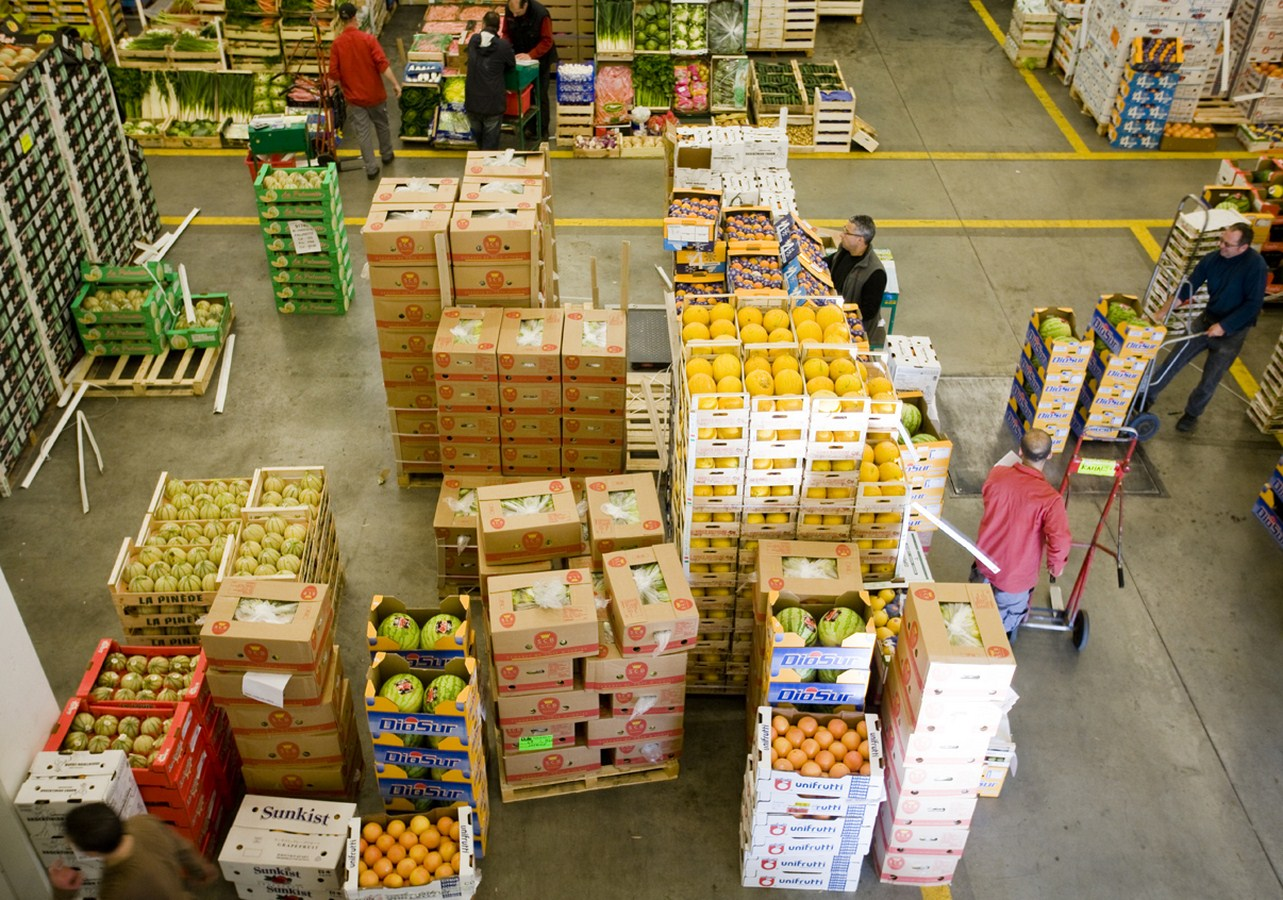
Marché de Gros Lyon-Corbas-Vue intérieure
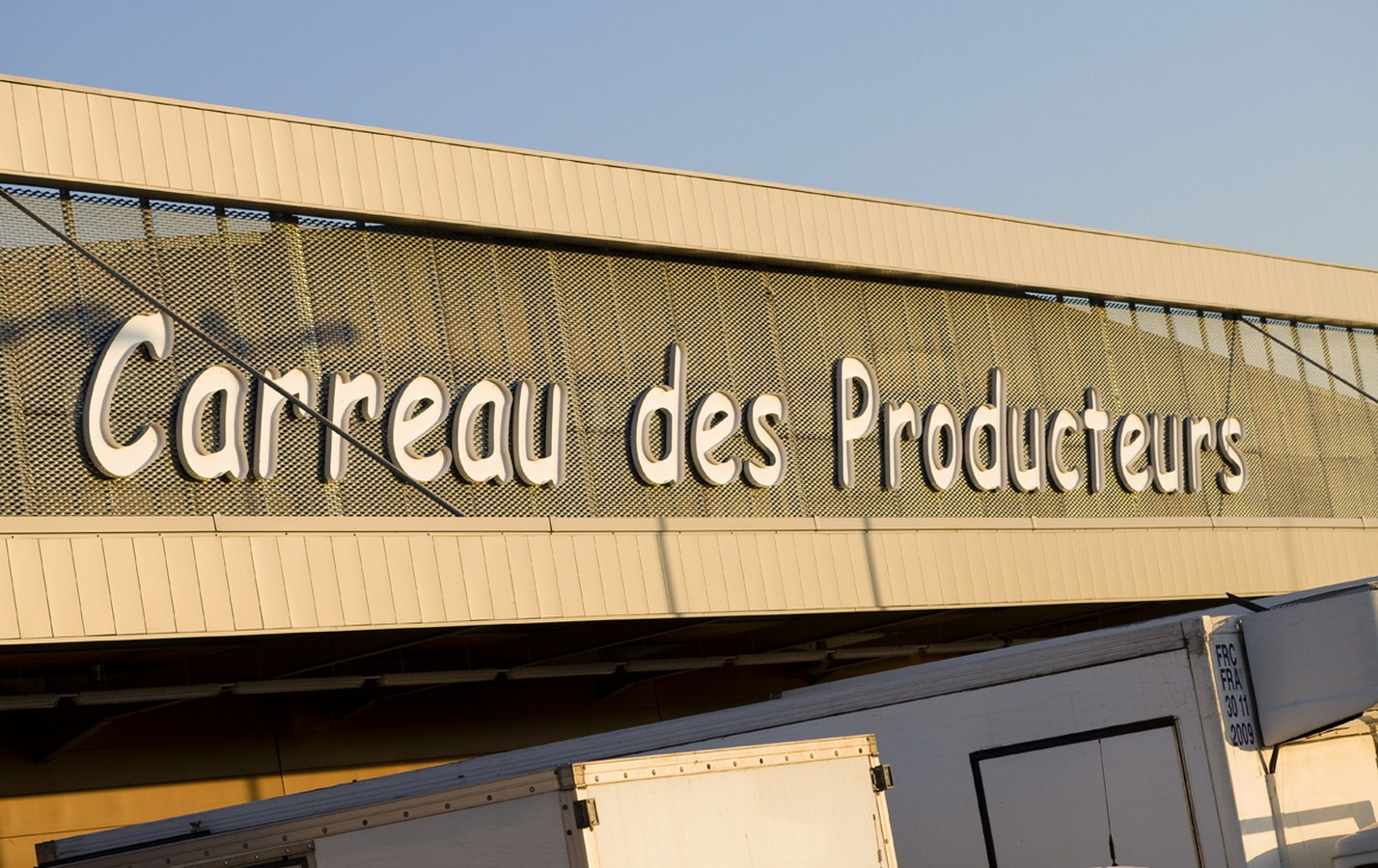
Marché de Gros Lyon-Corbas-Carreau des Producteurs